# Boom, Belgia
Boom este o comună din regiunea Flandra din Belgia. Suprafața totală a comunei este de 7,37 km². La 1 ianuarie 2008 comuna avea 16.434 locuitori. 
Boom se învecinează cu comunele Niel, Rumst, Puurs și Willebroek.

## Localități înfrățite
- Spania: Ayamonte.

1. ↑  Totale oppervlakte volgens het Kadasterregister, België, gewesten en provincies (în neerlandeză), Algemene Directie Statistiek[*]